# Dmitrij Fiłatjew
Dmitrij Władimirowicz Fiłatjew (ros. Дмитрий Владимирович Филатьев; ur. 7 września 1866, zm. 21 września 1932 w Nicei) – rosyjski generał porucznik sztabu Generalnego. 

## Życiorys
Ukończył Drugi Moskiewski Korpus Kadetów, Aleksandrowską Szkołę Wojskową i Nikołajewską Akademię Sztabu Generalnego. Był uczestnikiem wojny rosyjsko-japońskiej. W 1911 obronił dysertację. Był profesorem nadzwyczajnym katedry administracji wojskowej Nikołajewskiej Akademii Wojskowej, w 1914 opracował nowe Przepisy o polowym zarządzaniu wojskami w czasie wojny (ros. Положение о полевом управлении войск в военное время). W czasie I wojny światowej był zastępcą głównego kwatermistrza Frontu Północnozachodniego, w 1916 szefem kancelarii Ministerstwa Wojskowego. 
Uczestnik wojny domowej w Rosji, w 1918 był jednym z organizatorów armii desantowej dla zdobycia Piotrogradu, w tym celu wyjeżdżał do Paryża. W 1919 był zastępcą do spraw zaopatrzenia adm. Aleksandra Kołczaka, w 1920 głównym kwatermistrzem sił zbrojnych Rossijskiej Wostoczniej Okrainy (ros. Российской Восточной окраины). Uczestniczył w Wielkim Syberyjskim Marszu Lodowym - był zastępcą do spraw zaopatrzenia Głównodowodzącego Frontem Wschodnim. 
W lecie 1920 wyjechał z Harbinu celem zakupu amunicji dla atamana Grigorija Siemonowa, pozostał na emigracji we Francji. W 1931 przedstawił w Paryżu wykład poświęcony 50-leciu służby w korpusie oficerskim Nikołaja Judenicza. Był autorem prac z zakresu badań nad czynnikami przyczyniającymi się do rozkładu armii w pierwszych dniach rewolucji i przyczyn niepowodzeń działań Białych na Syberii. Był członkiem Specjalnej Komisji Badawczej Zagranicznych Wyższych Wojskowych Kursach Naukowych gen. Nikołaja Gołowina. Autor książki Katastrofa Biełogo Dwiżenija w Sibiri (ros. «Катастрофа Белого движения в Сибири, 1918–1922: впечатления очевидца») wydanej w 1985 w Paryżu. 
Po śmierci na emigracji, osierociwszy dwójkę dzieci, pochowany na cmentarzu prawosławnym w Nicei.